# کورموفیت

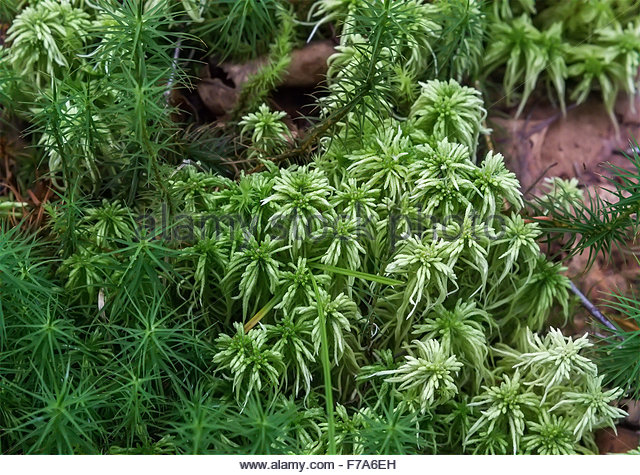

کورموفیت هر گیاهی است که ریشه و ساقه و برگ داشته باشد، برخلافِ گیاهان ریسه‌دار.